# Marija Vučinović
Marija Vučinović (Rijeka, 30. siječnja 1958.), ministrica bez lisnice u Vladi Crne Gore iz Lepetana. Izabrana je kao zastupnica izabrana na listi stranke koja okuplja Hrvate u Crnoj Gori (Hrvatske građanske inicijative) (HGI). Rodom Hrvatica. 
Bivša je predsjednica Hrvatske građanske inicijative, stranke koja okuplja Hrvate u Crnoj Gori.

## Životopis
Rodila se je 1958. u Rijeci, Republika Hrvatska. Ondje je završila Tehnički fakultet – Odsjek brodogradnje i stekla zvanje diplomiranog inženjera brodogradnje. Šesnaest je godina radila u Jadranskom brodogradilištu u Bijeloj u konstruktorskome uredu, na poslovima glavnog konstruktora i rukovoditeljice ureda. Godine 2002. tj. od osnutka uključuje se u politički rad HGI-a i bila izabrana za potpredsjednicu stranke.
Od 2005.godine obnaša dužnost predsjednice stranke. Zaposlena je u JP Vodovod – Tivat. Članica je Hrvatsko - crnogorskog međudržavnog savjeta, a po funkciji koju obnaša u političkoj stranci članica je Hrvatskog nacionalnog vijeća. Od 1981. u braku je s Gajom Vučinovićem i živi u Lepetanima. Mati je dvoje djece.
Kao predsjednica HGI odlučuje se 29. travnja 2011. na izuzetno važan potez: posjećuje biskupa Kotorske biskupije, msgr. Iliju Janjića. Uspostavljanje razumijevanja između političke stranke i duhovnog vođe doprinijelo je slabljenju autocenzure kod bokokotorskih Hrvata i bilo je na dobrobit cijeloj zajednici.
Na parlamentarnim izborima prije lipnja 2015. njena stranka HGI uspjela je ujediniti biračko tijelo, tako da je dobila 10 % od ukupnog broja ovdašnjih Hrvata s pravom glasa i time bila izabrana u crnogorski Parlament kao predstavnica svog naroda. Bio je to povijesni trenutak. Nigdje u svijetu gdje žive Hrvati, bilo kao iseljenici, bilo kao autohtone manjine, nije se desio ovakav slučaj. Nakon izbora mandatar za sastav Vlade, Milo Đukanović, ponudio je koaliciju strankama nacionalnih manjina. Nakon održanih pregovora HGI dobila je mjesto ministra bez portfelja (bez lisnice, kako se u hrvatskoj političkoj tradiciji naziva ovakvo ministarstvo), te nekoliko nižih dužnosničkih mjesta. Tada je i predsjednica HGI, Marija Vučinović postala time članica koalicione Vlade Crne Gore, kao stranačka čelnica, što je još lipnja 2015. bio jedinstveni slučaj u svijetu. Izabrana je ne kao članica neke crnogorske političke stranke, već kao hrvatska manjinska političarka u Crnoj Gori.
Tako je 5. prosinca 2012. postala članicom 40. crnogorske Vlade. To nije postigla nikakvim mjerama kojim su Hrvati i HGI stavljeni u povlašteni položaj, nego temeljem crnogorskog zakona iz 2012. godine. Zakon o izboru poslanika i odbornika određuje minimalan broj glasača potrebnih za osvajanje saborničkog mjesta koji je sveden na 0,35% u odnosu na ukupan broj stanovnika. Za Hrvate to je značilo 1400 glasova. Broj se u prvi mah činio za HGI nedostižnim. No, pametnom predizbornom promičbom došlo jer i buđenja povijesne svijesti birača hrvatske narodnosti i ovaj je broj dosegnut. Ne samo da su dosegnuli potreban postotak, već su navedeni cenzus i premašili, dobivši 0,50 % glasova hrvatske manjine.
Na izborima za Skupštinu grada Tivta u travnju 2012. HGI je polučila neočekivano dobar rezultat, osvojivši četiri odbornička mjesta. U prethodnom sastavu Skupštine imala je 3 mjesta, a zbog koalicije s DPS-om HGI je dobila mjesto donačelnika, koje je obnašao ugledni mladi političar iz Bogdašića, Ilija Janović. Ove, tj. 2012., crnogorske stranke zastupljene u Skupštini Tivta, DPS i SDP, neočekivano su stvorile nacionalnu koaliciju i time namjerno HGI ostavile izvan struktura lokalne vlasti, premda zastupa 20 posto žitelja općine.
Predsjednica Vučinović ne ulazi u polemiku, ali ne prihvaća niti ponižavajuće uvjete koji joj se nude, na neki način žrtvuje svoga dužnosnika Iliju Janovića, obznanjuje prijelaz u redove tivatske oporbe, ali nastavlja snažnu političku djelatnost, usredotočivši se na predstojeće parlamentarne izbore. Ovdašnji Hrvati, koji su do sada naglašeno izbjegavali javno isticati vlastito narodno ime i prakticirali često i patološku autocenzuru, ohrabrili su se, izašli iz vrzinog kola parbi i oportunizma i svojim glasovima iznenadili javnost.
Na čelu kandidacijske liste za Parlament izabrana je gospođa Ljerka Dragičević, dotadašnja (iskusna i cijenjena) zastupnica (na Hrvatima poklonjenome mjestu od strane DPS-a) u Skupštini Crne Gore. Kako osnažila stranački program predsjednica Marija Vučinović udaljava iz političke igre, uz cijenu raskola, prekaljenog političara još iz doba komunizma, Matiju Marovića, okuplja oko sebe grupu mlađih i sposobnih stranačkih djelatnika, koji su zajedno s njom i Ljerkom Dragičević proveli uspješnu predizbornu kampanju, mobilizirali (do tada razjedinjeno, manipulirano i uplašeno) hrvatsko manjinsko biračko tijelo i ostvarili povijesni uspjeh – izabrali su vlastitoga hrvatskog sabornika u državni Parlament.
Time je HGI postala parlamentarna stranka, što joj je dalo širi manevarski prostor i novu težinu u političkim pregovorima. Nakon ovog uspjeha čini drugi mudar potez: ulazi u koaliciju s crnogorskim manjinskim političkim strankama i s njima kreće u akciju, znajući da će mandatar za sastav nove Vlade, iskusni Milo Đukanović, jer nije dobio apsolutnu, već relativnu većinu, morati pronaći koalicijske partnere za sastav novog Kabineta Ministara. I otpočelo je pregovaranje.
Marija Vučinović vuče i treći mudar potez: između ostaloga, traži za svoju Stranku mjesto u Vladi, ali bez lisnice, odnosno portfelja. Skromno, no i dalekovidno u isti mah. Za portfelj je potrebno više zastupničkih glasova, a članstvo u Vladi pomoći će joj u rješavanju vitalnih problema Hrvata u Crnoj Gori. To je shvatio i prihvatio mandatar Milo Đukanović.
Međutim, koalicijskim je partnerima uvjetovao da predsjednici zauzmu ministarska mjesta, a ne osobe nižega ranga. Zbog toga je čak došlo do trvenja s Bošnjačkom strankom. Problem je u mogućoj dvostrukoj lojalnosti, što može unositi u rad Vlade stanovite nepodudarnosti. Na taj je način Marija Vučinović postala članicom Vlade Crne Gore, što joj, gledajući obiteljski i po mjestu stanovanja bio naporan izbor, s obzirom na mjesto stanovanja i mjesto rada. Vučinovićkin je dolazak na mjesto ministrice bio veliko ugodno iznenađenje za crnogorske Hrvate. Pred nju i stranačku kolegicu Ljerku Dragičević postavljena je zadaća zaustavljanja asimilacije hrvatske narodne manjine, odnosno njezine dekroatizacije.
Program ministrice Marije Vučinović svodi se na tri osnovne postavke:
Prvo, Hrvati u Crnoj Gori, poglavito njihov najbrojniji dio koji živi u Kotorskoj Biskupiji i gradu Baru, nisu dijaspora, već autohtona etnička zajednica koja je u položaj manjine dospjela političkim izdvajanjem teritorija na kojem obitavaju iz prostornog i demografskog jedinstva s ostalim dijelovima svoga naroda. Oni su domicilno pučanstvo koje u svome zavičaju živi od vremena doselidbe cijele hrvatske etnije.
Drugo, ovdašnji Hrvati imali su burnu povijest, jer su živjeli na razmeđu Istoka i Zapada, između velikih sila i svjetskih religija, sa strateškim značenjem koje ih je činilo ciljem imperijalnih osvajanja.
Treće, Hrvati u Boki kotorskoj, Budvi i Baru, bili su tijekom svoje povijesti okrenuti Zapadu, tj. Mediteranu, Dalmaciji i Hrvatskoj.
Siječnja 2019. smijenjena je s vrha Hrvatske građanske inicijative, gdje je bila dugogodišnja predsjednica. Smijenjena je poslije sukoba s aktualnim predsjednikom Adrijanom Vuksanovićem i Zvonimirom Dekovićem, utjecajnim članom predsjedništva stranke i čelnikom Hrvatskog nacionalnog vijeća Crne Gore. 25. srpnja 2020. godine osnovana je nova hrvatska stranka u Crnoj Gori, Hrvatska reformska stranka Crne Gore (HRS)  s Marijom Vučinović na čelu.

## Vanjske poveznice
- Razgovarao: Goran Popović: Marija Vučinović: najvažniji posao biće mi jačanje veza Crne Gore i Hrvatske, Hrvatska građanska inicijativa/Pobjeda, 12. siječnja 2013.